# Andrzej Ignacy Ogiński

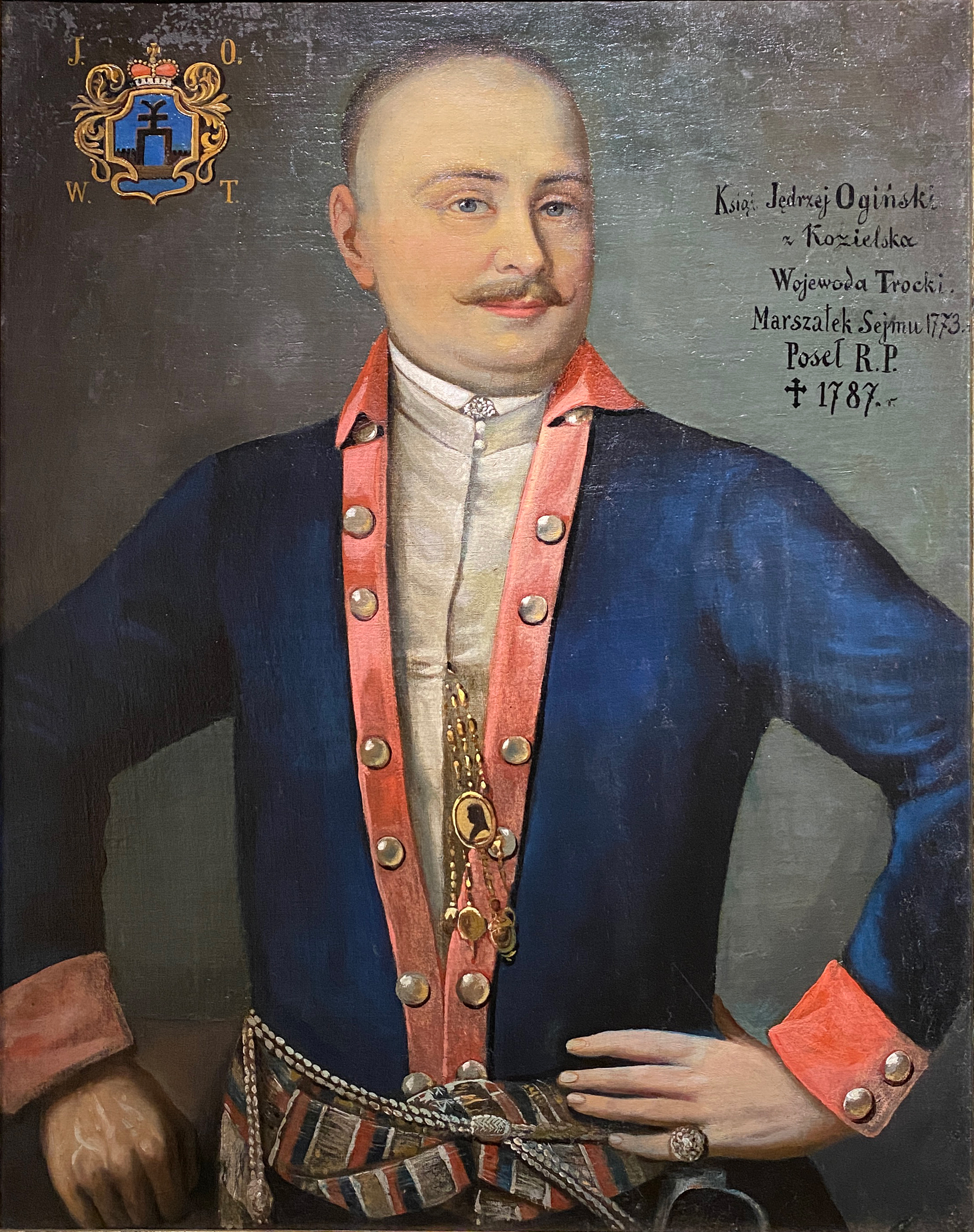
Gemälde eines unbekannten Malers

Andrzej Ignacy Ogiński (* 13. April 1740 in Tadulin bei Witebsk, Polen-Litauen; † 12. Oktober 1787 in Guzów) war ein polnischer Politiker, Militär und Diplomat sowie Schriftsteller der Aufklärung. Seine Familie gehörte zur Wappengemeinschaft Fürst Brama, er war Freimaurer.

## Leben
Ogiński war Sohn des Magnaten Tadeusz Franciszek Ogiński und der Izabella Radziwiłł aus dem Geschlecht der Radziwiłł. Er war mehrmals Abgeordneter auf dem Sejm und nahm am Polnischen Bürgerkrieg von 1764 teil. Bei der Königswahl war er ein Wahlmann Stanislaus II. August Poniatowskis. Er galt als einer der treusten Parteigänger des neuen Königs. Während der Konföderation von Bar wurden seine Güter verwüstet. 1770 erhielt er den Sankt-Stanislaus-Orden. 1771 wurde er Botschafter in Wien. Auf dem Teilungssejm wurde er 1773 zum Sekretär des Ständigen Rats gewählt. 1776 schloss er sich Andrzej Mokronowski an. Er nahm regelmäßig an den Donnerstagmittagessen am Hof von Stanislaus II. August Poniatowski teil, wo er seine Lyrik vortrug. 

## Ehe und Familie
Seine Ehefrau war Paula Szembek aus dem Geschlecht der Schönbach, das ursprünglich aus Tirol stammte. Sein Sohn Michał Kleofas Ogiński wurde ein bekannter Komponist. Jan Nikodem Łopaciński war sein Schwiegersohn.